# Petrocodon coccineus
Petrocodon coccineus är en tvåhjärtbladig växtart som först beskrevs av Cheng Yih Wu och Hsi Wen Li, och fick sitt nu gällande namn av Y.Z. Wang. Petrocodon coccineus ingår i släktet Petrocodon och familjen Gesneriaceae. Inga underarter finns listade i Catalogue of Life.